# قالی قائن
قالی قائن گونه‌ای قالی ایرانی است که در قائن تولید می‌شود.

## طرح و نقش
طرح قالی‌های منطقه قائنات با دیگر مناطق تفاوت دارد و بیشتر عشایری و روستایی‌باف و ذهنی و هندسی است. خورشید با اشعه طلایی از نقش مایه‌های قدیمی فرش قائنات است که اغلب به جای ترنج قالی از آن استفاده می‌شود. این ترنج‌ها با ۱۶ یا ۳۲ شعاع و دو سرترنج بافته می‌شود.

## بافت قالیچه
بافت قالیچه در بیشتر روستاهای خراسان‌جنوبی معمول است که عمده تولید آن مربوط به بخش زیرکوه قائن و روستاهای بمرود، اسفاد، آبیز، شاهرخت و … است.